# Левчук Павло Миколайович
Павло́ Микола́йович Левчу́к (нар. 5 лютого 1988, Токмак — пом. 14 червня 2014, Міжнародний аеропорт «Луганськ») — український політолог, викладач кафедри політології Дніпропетровського національного університету імені Олеся Гончара, учасник антитерористичної операції на Сході України 2014 р.

## Біографія
Павло Миколайович Левчук народився у 1988 р. в місті Токмак Запорізької області. 2005 р. закінчив місцеву ЗОШ № 5 і вступив до Дніпропетровського національного університету ім. Олеся Гончара, відділення політології факультету суспільних наук і міжнародних відносин (спеціальність «Політологія»). Під час навчання брав участь у конференціях та наукових семінарах в Україні та за кордоном. 2010 р. закінчив магістратуру з відзнакою та вступив до аспірантури. 2013 р. закінчив аспірантуру і завершив написання кандидатської дисертації.
У березні 2014-го призваний як доброволець за частковою мобілізацією Жовтневим районним військовим комісаріатом міста Дніпро та зарахований до складу 25-ї окремої Дніпропетровської повітряно-десантної бригади Високомобільних десантних військ Сухопутних військ, на посаду стрільця-зенітника. Брав участь в антитерористичній операції на Сході України. 5 червня 2014 р., під час кількаденної відпустки, захистив дисертацію і наступного дня повернувся у військову частину.
13 червня 2014 року у складі зведеної роти 25-ї ОПДБр відбув на ротацію в зону проведення антитерористичної операції. Загинув 14 червня о 00:51 у збитому проросійськими терористами військово-транспортному літаку Іл-76 при заході на посадку в Луганський аеропорт.
24 липня 2014 року похований на міському кладовищі міста Токмак. Залишились батьки та дружина.

## Науковий доробок
Павло Левчук займався переважно проблематикою політичних процесів на місцевому рівні. Кандидатська дисертація вченого за спеціальністю 23.00.02 була присвячена коаліціям зростання як чиннику модифікації міського політичного простору. Наукові праці Павла Левчука були опубліковані у провідних фахових журналах України та Російської Федерації. Науковим керівником Павла Левчука був Третяк Олексій Анатолійович.

## Нагороди та відзнаки
- Орден «За мужність» III ст. (20.06.2014, посмертно) — за особисту мужність і героїзм, виявлені у захисті державного суверенітету та територіальної цілісності України, вірність військовій присязі та незламність духу[1].
- Нагрудний знак «За оборону Луганського аеропорту» (посмертно).

## Спогади
Після трагічної загибелі Павла Левчука ректор ДНУ Микола Поляков заявив:
|  | "Сумно, коли країна і університет втрачають молодь. Помер обдарований молодий науковець, талановитий викладач, справжній патріот своєї країни. Зараз ми збираємо усі необхідні матеріали, щоб передати їх до Міністерства освіти і науки. Процедура отримання Павлом наукового ступеня повинна бути завершена". |

Викладач, а згодом колега Павла Левчука, доцент Віктор Пащенко характеризує загиблого як справжнього патріота:
|  | "Лише зараз ми розуміємо, якої втрати зазнали. У Павла ніколи не було позерства, самореклами. Він ніколи не говорив високих слів про любов до України, але був справжнім патріотом. Він відчував відповідальність за свою країну, за Україну. Павло гостро переживав події Євромайдану. «Якщо Майдан не переможе, це означатиме, що української політичної нації не існує», - говорив він. За три місяці до захисту Павло пішов добровольцем до лав Збройних Сил". |